# セビーリャの水売り
『セビーリャの水売り』（セビーリャのみずうり、西: El aguador de Sevilla、英: The Waterseller of Seville）は、バロック期のスペインの巨匠ディエゴ・ベラスケスが1620年頃に描いた初期のボデゴン（スペインの厨房画、静物画）のうちの1つである。本来はスペイン王室のコレクションにあったが、ナポレオン戦争の時代にナポレオンの兄ジョゼフ・ボナパルトに略奪された。その後、作品はイギリスのウェリントン公爵によって取り戻されたが、新たにスペイン王として即位したフェルナンド7世によって公爵に贈られ、現在、ロンドンのアプスリー・ハウスに収蔵されている。

## 歴史
本作は、若きベラスケスが故郷のセビーリャからマドリードに移る少し前に制作された。画家自ら作品を携えてマドリードに赴き、後援者の1人で王室司祭であったフアン・フォンセカに贈った。作品は後にスペインの王室コレクションに入った。スペインの画家で美術著作者のアントニオ・パロミーノは本作をブエン・レティーロ宮殿で見、「黙して通り過ぎることはできない絵で、大いに讃えられた」と述べている。そして、ベラスケスには「リパログラフィス」（低俗な題材の画家）という渾名が冠せられたという。
本作は18世紀にブエン・レティーロ宮殿から新王宮に移され、スペインの画家アントニオ・ポンス、スペインに招聘されていたドイツの画家アントン・ラファエル・メングスに称賛されている。しかし、ナポレオン戦争の時代にスペイン国王として即位したナポレオンの兄ジョゼフ・ボナパルトにより、作品は他の82点とともに王室コレクションから盗み出されてしまった。その後、イギリスのウェリントン公爵がビトリアの戦いでフランス軍に勝利し、本作は他の作品といっしょに取り戻されるにいたった。公爵はこれらの作品をスペインに返還することを申し出たが、新たにスペイン国王となったフェルナンド7世は公爵がフランス軍に勝利したことに感謝して、作品群を公爵に寄贈した。結局、公爵は本作をイギリスに持ち帰り、自身の居宅であるアプスリー・ハウスに飾ったのである。作品は現在もそこに所蔵されている。

## 解説
人物と静物を台所や食堂といった場所の中で描くボデゴンという新たなジャンルの絵画は、16世紀までの観念的な絵画と比べると新鮮な驚きをもたらすものであった。ベラスケスはその創始者の1人で、それを流行させたようであるが、それだけに非難されたようである。ベラスケスの師であり、岳父でもあったパチェーコは「ボデゴンは尊敬に値しないのだろうか。いや、私の婿の絵のように描けば尊敬すべきである」と擁護している。ベラスケスは様式だけでなく、題材においても「繊細さにおいて2位に甘んじるよりは粗野さにおいて第1人者でありたい」という考えを持っていたが、これは画家がイタリア・ルネサンスの理想主義とは対極の地点から出発したことを意味する。
飲料水が貴重であった南スペインには飲料水を売り歩く「水売り」が多くいたが、本作はそうした水売りを描いたものである。擦り切れたぼろの服を着た男性が少年に水がなみなみと注がれたグラスを差し出している。2人の間の陰には、すでに水を飲んでいるもう1人の人物が描かれている。画面中央の手前にある素焼きの水甕はこちらに飛び出さんばかりの迫真的存在感を有している。その表面には水をグラスに注いだ際に零れたであろう水滴がしたたっている。素焼きの壺は気化熱で中の水を冷たく保つことができるため、灼熱の太陽に照らされるスペインでは重宝された。水滴の描写は驚くばかりの触覚性を持ち、ここに卑近な事物にも尊厳を見出す視線を向けるベラスケス流の「肖像」を見ることができる。